# Sakhirs Grand Prix 2020
Sakhirs Grand Prix 2020, officiellt Formula 1 Rolex Sakhir Grand Prix 2020, var ett Formel 1-lopp som kördes den 6 december 2020 på Bahrain International Circuit i Bahrain. Loppet var det sextonde loppet ingående i Formel 1-säsongen 2020 och kördes över 87 varv på den yttre banslingan.

## Bakgrund

### Formel 1 och Coronavirusutbrottet
Med anledning av det pågående coronavirusutbrottet drog sig McLaren ur det som skulle ha varit öppningsloppet i Australien efter att en person i stallet testats positivt för covid-19. Senare samma dag tog den lokala tävlingsledningen, Formula 1 och Internationella bilsportsförbundet det gemensamma beslutet att ställa in Australiens Grand Prix. Både Bahrains och Sakhirs Grand Prix kom till att köras inför tomma läktare. 12 mars togs beslutet att tillsammans med Vietnams GP, och i likhet med Kinas GP att tillsvidare skjuta loppet på framtiden.

### Banans layout
Detta loppet kördes på den yttre banan, och det var första gången som ett Formel 1 lopp kördes på denna layout. Ett varv är 3,543 km och är kortare än de 5,412 km som Bahrains Grand Prix använder sig av. Loppet kördes under 87 varv för att komma upp i de 305 km som krävs av föreskrifterna.

### Förare
Stallen och förarna är de samma som tidigare under säsongen, med tre undantag. Pietro Fittipaldi gjorde sin debut i F1 då han ersatte skadade Romain Grosjean för Haas. Efter det föregående loppet Bahrains Grand Prix testade Lewis Hamilton positivt för Covid-19 och körde därmed inte i Sakhirs Grand Prix. Williams-föraren George Russell ersatte Hamilton vid loppet och Formel 2-föraren Jack Aitken gjorde sin debut i F1 när han ersatte Russell i Williams vid loppet.

## Träningspass
I det första träningspasset satte George Russell för Mercedes den snabbaste tiden. Båda Red Bull-förarna Max Verstappen och Alexander Albon på andra respektive tredjeplats.

## Kvalet
Valtteri Bottas för Mercedes tog pole position följt av stallkamraten George Russell på en andraplats, hans då bästa resultat i F1-karriären, och Red Bulls Max Verstappen på en tredjeplats.

### Resultat
| KR. | Nr | Förare             | Konstruktör               | Q1       | Q2       | Q3       | Grid |
| --- | -- | ------------------ | ------------------------- | -------- | -------- | -------- | ---- |
| 1   | 77 | Valtteri Bottas    | Mercedes                  | 0:53,904 | 0:53,803 | 0:53,377 | 1    |
| 2   | 63 | George Russell     | Mercedes                  | 0:54,160 | 0:53,819 | 0:53,403 | 2    |
| 3   | 33 | Max Verstappen     | Red Bull Racing-Honda     | 0:54,037 | 0:53,647 | 0:53,433 | 3    |
| 4   | 16 | Charles Leclerc    | Ferrari                   | 0:54,249 | 0:53,825 | 0:53,613 | 4    |
| 5   | 11 | Sergio Pérez       | Racing Point-BWT Mercedes | 0:54,236 | 0:53,787 | 0:53,790 | 5    |
| 6   | 26 | Daniil Kvyat       | Alpha Tauri-Honda         | 0:54,346 | 0:53,856 | 0:53,906 | 6    |
| 7   | 3  | Daniel Ricciardo   | Renault                   | 0:54,388 | 0:53,871 | 0:53,957 | 7    |
| 8   | 55 | Carlos Sainz, Jr.  | McLaren-Renault           | 0:54,450 | 0:53,818 | 0:54,010 | 8    |
| 9   | 10 | Pierre Gasly       | Alpha Tauri-Honda         | 0:54,207 | 0:53,941 | 0:54,154 | 9    |
| 10  | 18 | Lance Stroll       | Racing Point-BWT Mercedes | 0:54,595 | 0:53,840 | 0:54,200 | 10   |
| 11  | 31 | Esteban Ocon       | Renault                   | 0:54,309 | 0:53,995 | 0        | 11   |
| 12  | 23 | Alexander Albon    | Red Bull Racing-Honda     | 0:54,620 | 0:54,026 | 0        | 12   |
| 13  | 5  | Sebastian Vettel   | Ferrari                   | 0:54,301 | 0:54,175 | 0        | 13   |
| 14  | 99 | Antonio Giovinazzi | Alfa Romeo-Ferrari        | 0:54,523 | 0:54,377 | 0        | 14   |
| 15  | 4  | Lando Norris       | McLaren-Renault           | 0:54,194 | 0:54,693 | 0        | 191  |
| 16  | 20 | Kevin Magnussen    | Haas F1 Team-Ferrari      | 0:54,705 | 0        | 0        | 15   |
| 17  | 6  | Nicholas Latifi    | Williams-Mercedes         | 0:54,796 | 0        | 0        | 16   |
| 18  | 89 | Jack Aitken        | Williams-Mercedes         | 0:54,892 | 0        | 0        | 17   |
| 19  | 7  | Kimi Räikkönen     | Alfa Romeo-Ferrari        | 0:54,963 | 0        | 0        | 18   |
| 20  | 51 | Pietro Fittipaldi  | Haas-Ferrari              | 0:55,426 | 0        | 0        | 202  |

| Vidare från första kvalrundan ▬▬ Vidare från andra kvalrundan ▬▬ |

107 %-gränsen: 0:57,677
Källor:
- ^1  – Lando Norris degraderas till 19:e plats efter att ha fått nya motordelar.[13]

- ^2  – Pietro Fittipaldi startar på sista plats efter att ha tagit en tredje Energy Store (ES) och Control Electronics (CE).[14]

## Loppet
George Russell lyckades ta sig förbi Valtteri Bottas i starten och tog ledningen i loppet. På det första varvet körde Charles Leclerc in i sidan på Sergio Pérez vilket gjorde att Max Verstappen tvingades köra av banan för att undvika kontakt. Verstappen försökte komma upp på banan igen men tappade styrförmågan på bilen i gruset och körde in i barriären. Både Leclerc och Verstappen tvingades bryta loppet medan Pérez behövde byta däck och kom ut sist på banan efter depåstoppet.
Nicholas Latifi fick motorproblem och tvingades bryta sitt lopp på det 54:e varvet. 
Jack Aitken snurrade och bröt av sin framvinge i den sista kurvan på varv 63, vilket resulterade i en säkerhetsbil eftersom vingen låg i vägen på banan. Mercedes valde att ta in båda sina förare, Valtteri Bottas och George Russell, i depån för att byta däck. Russell ledde vid detta tillfälle fortfarande loppet och Bottas låg på en andraplats. När Russell kom in i pitlane satte Mercedes på fel däck på Russells bil vilket resulterade i att han tvingades göra ytterligare ett pit stop på varvet efter. Bottas tvingades med anledning av misstaget sätta på samma däck som han kom in i depån med och depåstoppet tog väldigt lång tid. 
När Russell kommit in i depån och satt på rätt däck, kom han ut på en femteplats och Bottas låg på en fjärdeplats. Russell lyckades klättra upp till en andraplats efter det att säkerhetsbilen kommit in när han plötsligt fick punktering på vänster bakdäck. Russell tvingades in i pitlane för ytterligare ett pit stop vilket resulterade i att Russell kom ut på en femtondeplats. Han lyckades klättra ännu en gång och slutade på en nionde plats med poäng för snabbaste varvet. Detta var hans första poäng i Formel 1 karriären.
Racing Point-föraren Sergio Pérez körde upp sig genom fältet och tog hem sin första vinst i karriären efter 190 starter, följt av Renault-föraren Esteban Ocon som tog sin första pallplats i Formel 1. Lance Stroll, Pérez stallkamrat, hamnade på en tredjeplats.

### Resultat
| Pos. | Nr | Förare             | Konstruktör               | Varv | Tid         | Grid | P  |
| ---- | -- | ------------------ | ------------------------- | ---- | ----------- | ---- | -- |
| 1    | 11 | Sergio Pérez       | Racing Point-BWT Mercedes | 87   | 1:31:15,114 | 5    | 25 |
| 2    | 31 | Esteban Ocon       | Renault                   | 87   | +10,518s    | 11   | 18 |
| 3    | 18 | Lance Stroll       | Racing Point-BWT Mercedes | 87   | +11,869s    | 10   | 15 |
| 4    | 55 | Carlos Sainz, Jr.  | McLaren-Renault           | 87   | +12,580s    | 8    | 12 |
| 5    | 3  | Daniel Ricciardo   | Renault                   | 87   | +13,330s    | 7    | 10 |
| 6    | 23 | Alexander Albon    | Red Bull Racing-Honda     | 87   | +13,842s    | 12   | 8  |
| 7    | 26 | Daniil Kvyat       | Alpha Tauri-Honda         | 87   | +14,534s    | 6    | 6  |
| 8    | 77 | Valtteri Bottas    | Mercedes                  | 87   | +15,389s    | 1    | 4  |
| 9    | 63 | George Russell     | Mercedes                  | 87   | +18,556s    | 2    | 31 |
| 10   | 4  | Lando Norris       | McLaren-Renault           | 87   | +19,541s    | 19   | 1  |
| 11   | 10 | Pierre Gasly       | Alpha Tauri-Honda         | 87   | +20,527s    | 11   | 0  |
| 12   | 5  | Sebastian Vettel   | Ferrari                   | 87   | +22,611s    | 13   | 0  |
| 13   | 99 | Antonio Giovinazzi | Alfa Romeo-Ferrari        | 87   | +24,111s    | 14   | 0  |
| 14   | 7  | Kimi Räikkönen     | Alfa Romeo-Ferrari        | 87   | +26,153s    | 18   | 0  |
| 15   | 20 | Kevin Magnussen    | Haas F1 Team-Ferrari      | 87   | +32,370s    | 15   | 0  |
| 16   | 89 | Jack Aitken        | Williams-Mercedes         | 87   | +33,674s    | 17   | 0  |
| 17   | 51 | Pietro Fittipaldi  | Haas-Ferrari              | 87   | +36,858s    | 20   | 0  |
| RET  | 6  | Nicholas Latifi    | Williams-Mercedes         | 54   | Motorfel    | 16   | 0  |
| RET  | 33 | Max Verstappen     | Red Bull Racing-Honda     | 0    | Olycka      | 3    | 0  |
| RET  | 16 | Charles Leclerc    | Ferrari                   | 0    | Kollision   | 4    | 0  |

| Förare och stall som tog poäng ▬▬ |

- ^1  – Inkluderar en extra poäng för snabbaste varv.

Källor: